# Saiat-Novà
Saiat-Novà (armeni: Սայաթ-Նովա)  (Tbilisi, 14 de juny de 1712 - Hakhpat, 22 de setembre de 1795) va ser un poeta, músic i ashik armeni que va fer composicions en moltes llengües. El seu nom original era Harutiun Saiadian (armeni: Հարություն Սայադյան). El seu nom adoptat, Saiat-Novà, significa «Mestre dels Cantars» en persa.

## Biografia
La mare de Saiat-Novà, Sara, va néixer a Tbilissi, i el seu pare, Karapet, ja sigui a Alep o Adana. Ell mateix va néixer a Tbilisi. Saiat-Novà era expert a escriure poesia, cantar i tocar la Kamancheh, Chonguri, Tambur. Es va realitzar durant el regnat de d'Irakli II de Geòrgia, on també va treballar com a diplomàtic i, pel que sembla, va ajudar a forjar una aliança entre Geòrgia, Armènia i Shirvan contra l'Imperi Persa. Va perdre el seu lloc a la cort reial quan es va enamorar de la germana del rei, i va passar la resta de la seva vida com un bard itinerant. El 1759 va ser ordenat com a sacerdot a l'Església Apostòlica Armènia. La seva dona, Marmar, va morir el 1768, deixant darrere seu quatre fills. Va servir en diverses localitzacions incloent Tbilisi i el monestir de Haghpat. El 1795 va ser assassinat al monestir per l'exèrcit invasor d'Agha Muhàmmad Khan Qajar, el Xa de l'Iran, per negar-se a renunciar al cristianisme i convertir-se a l'islam. Està enterrat a la Catedral de Sant Jordi, de Tbilissi.

## Llegat
Prop de 220 cançons s'han atribuït a Saiat-Novà, tot i que hi pot haver escrit milers de cançons més. Les seves composicions adopten la forma de cançons tradicionals armènies. Va escriure majoria de les seves obres a Azerbaitjan, però també va escriure en armeni, georgià i persa. Va escriure tots els seus poemes coneguts utilitzant l'alfabet georgià. Algunes de les seves cançons es canten actualment. A Armènia, Saiat-Novà es considera un gran poeta que va fer una contribució considerable a la poesia armènia del seu segle. Encara que va viure tota la vida en una societat profundament religiosa, els seus poemes són majoritàriament secular i completa de l'expressionisme romàntic.

## A la cultura popular
Saiat-Novà és considerat per molts com el més gran ashik (cantautor) que ha viscut al Caucas.
- El compositor Aleksandr Harutiunian va escriure una òpera anomenada Saiat-Novà.
- La pel·lícula armènia de 1968 Saiat-Novà dirigida per Serguei Paradjànov segueix la trajectòria del poeta des de la seva infància passant pel seu paper com a cortesà i, finalment, la seva vida com a monjo. Va ser llançat als Estats Units sota el títol El color de la magrana. No és tant una biografia de Saiat-Novà, però una sèrie de tableaux vivants dels rituals d'Armènia vestit, brodat i religioses intercalades amb escenes de la vida i els versos del poeta.
- Un llibre sobre la seva vida i obra de Charles Dowsett es va publicar el 1997 titulat Sayat'-nova: un trobador del segle xviii: un estudi biogràfic i literari.
- Les primeres traduccions de les odes armènies de Saiat-Novà a les llengües europees es trobava a França per Elisabeth Mouradian i el poeta francès Serge Venturini el 2006, el llibre va ser dedicat a Sergei Paradjanov.
- Hi ha un carrer i una escola de música que porta el seu nom a Erevan, Armènia, així com un grup de dansa armènia-americana als Estats Units, un estany situat a Mont Orford, Quebec, Canadà.
- Hi ha un restaurant a Chicago, freqüentat per Brett «Bizzy B» Ze'monster, anomenat Sayat-Nova.
- El vídeo God is God del disc Bible of Dreams de Juno Reactor inclou escenes de la pel·lícula Saiat-Novà o El color de les magranes.